# Kevin McDonald
Kevin Hamilton McDonald (Montreal, 16. svibnja, 1961.), kanadski je glumac.

## Vanjske poveznice
- Kevin McDonald na IMDB-u[neaktivna poveznica]